# Derwentwater
Le Derwentwater est un des principaux lacs du Lake District, au nord-ouest de l'Angleterre, dans le comté de Cumbria.
Il se trouve dans la vallée de Borrowdale juste au sud de la ville de Keswick. Il est alimenté par le Derwent.
Ses dimensions sont d'environ 4,8 × 1,6 km avec une profondeur maximale de 22 m. Il existe de nombreuses îles dont l'une, Derwent island, possède une maison appartenant au National Trust.

## Dans la culture populaire
Des images du Derwentwater servent de paysage environnant le château de Maz Kanata sur la planète Takodana dans Star Wars, épisode VII: Le réveil de la Force.
Des images du Derwentwater parfois légèrement modifiées pour le faire paraître enveloppé de brume, donc plus inquiétant, sont utilisées dans le jeu vidéo Silent Hill 2 pour représenter Toluca Lake, le lac fictif sur les rives duquel est située la ville fictive de Silent Hill où se déroule l'action.
Le Derwenwater est également présent dans le jeu vidéo Forza Horizon 4.

## Traduction
- (en) Cet article est partiellement ou en totalité issu de l’article de Wikipédia en anglais intitulé « Derwentwater » (voir la liste des auteurs).